# 戴维·梅里克
戴维·梅里克（英語：David Meyrick，1926年12月2日—2004年2月6日），英国前男子赛艇运动员。他曾代表英国参加1948年夏季奥林匹克运动会赛艇比赛，获得男子八人单桨有舵手银牌。